# 基辅战役 (1919年1月)
1919年1月的基辅战役是俄国内战和苏维埃-乌克兰战争中，基辅的三大战役之一，是乌克兰阵线的一部分。
1月22日，涅任被占领。
1月24日，红军逼近布罗瓦里，激战后占领该市。
2月5日，经过三天的战斗，红军进入基辅。